# Ectropis delamerensis
Ectropis delamerensis är en fjärilsart som beskrevs av Buchanan White 1877. Ectropis delamerensis ingår i släktet Ectropis och familjen mätare. Inga underarter finns listade i Catalogue of Life.